# 鄧惠強
鄧惠強（英語：Tang Wai-keung），香港民主派人士，民主黨成員，前香港黃大仙區議會鳳凰選區議員。

## 政治生涯
2019年11月24日，鄧惠強首度參與區議會選舉，在鳳凰選區以2,882票，以逾千票差距，大勝僅得1,831票的創建力量楊諾軒，成功當選。